# Aquäduktbrücke über die Swist

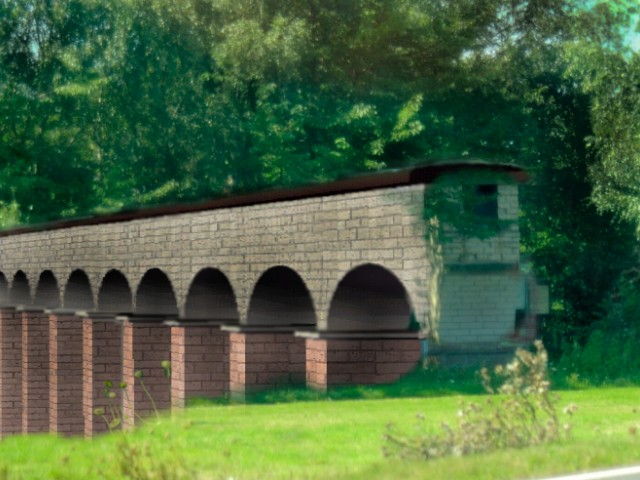
Virtuelle Simulation der ehemaligen Aquäduktbrücke in der Swistbachaue

Die Aquäduktbrücke über die Swist zwischen Rheinbach und Meckenheim auf halber Höhe südlich der Ortschaften Flerzheim und Lüftelberg war ein Großbauwerk der römischen Eifelwasserleitung aus dem 1. Jahrhundert nach Christus. Anhand eines Trümmerstreifens ist die ursprüngliche Lage des Bauwerks noch erkennbar. Ansonsten ist von der Aquäduktbrücke nichts im Gelände zu sehen, da sie in nachantiker Zeit vollständig durch Gewinnung von Baumaterial beseitigt wurde.
Die Brücke war 1400 m lang, erreichte im Bereich der Swist mit etwa 10 m ihre höchste Höhe (Höhe der Kanalsohle fast 9 m) und hatte bis zu 295 Bogenöffnungen. Ihre Wasserrinne hatte eine Breite von 70 cm und eine Höhe von 100 cm.
Bei Ausgrabungen im Jahre 1981 wurde mit einem Grabungsschnitt ein Pfeilerfundament gefunden, der bis zu einer Höhe von 1,1 m erhalten war und einen Grundriss von 1,2 m × 1,8 m hatte. Obwohl kein Material mehr vorhanden war, ließ sich der Standort von weiteren fünf Pfeilernfundamenten anhand der Ausbruchgruben ermitteln und die Bogenweite der Brücke mit 3,55 m (12 römischen Fuß) bestimmen. Vermutlich waren die Pfeiler mit Handquadersteinen aus Tuff verkleidet.
Das aus der Aquäduktbrücke gewonnene Baumaterial ist heute in zahlreichen Bauwerken zu finden. Im Kreuzgang des Klosters Schillingscapellen wurden die konisch gehauenen Bogensteine zur Errichtung von Bögen verwendet, deren Bogenweite mit der Aquäduktbrücke identisch ist. Der Kreuzgang mit den Bögen ist heute nur noch zum Teil erhalten.
Die Spuren der Aquäduktbrücke sind als Station 34 Teil des Römerkanal-Wanderwegs. An der Station 35 ist ein Pfeilernachbau der Brücke zu sehen, der einen Eindruck von dem Bauwerk vermittelt.

Römerkanal-Wanderweg: hier Station 34 mit Aquäducktbrücke im Tal der Swist
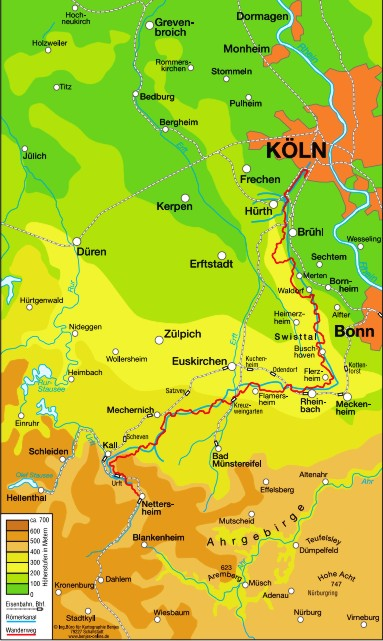
Verlauf des Wanderwegs
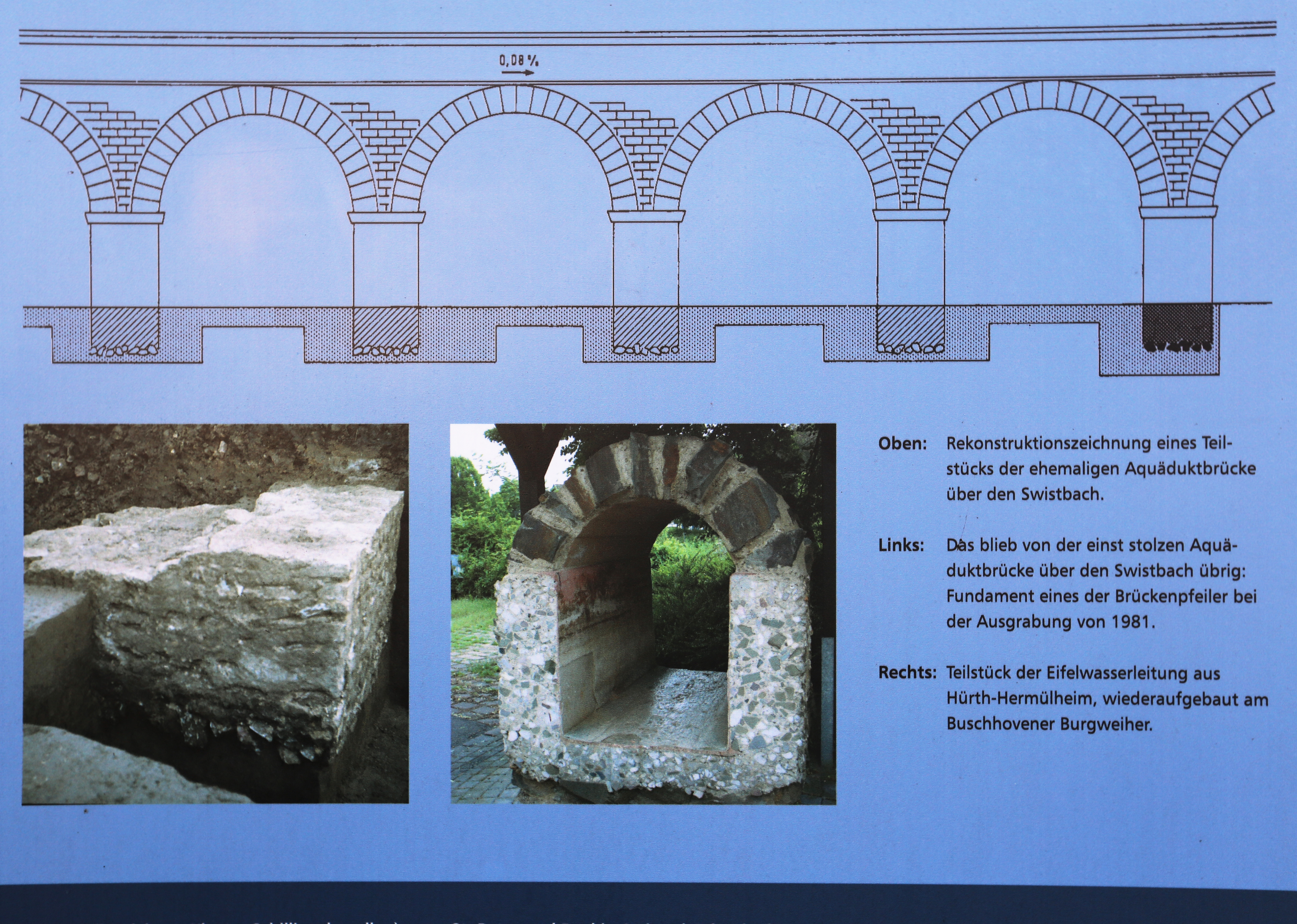
Info-Tafel zur Aquäduktbrücke
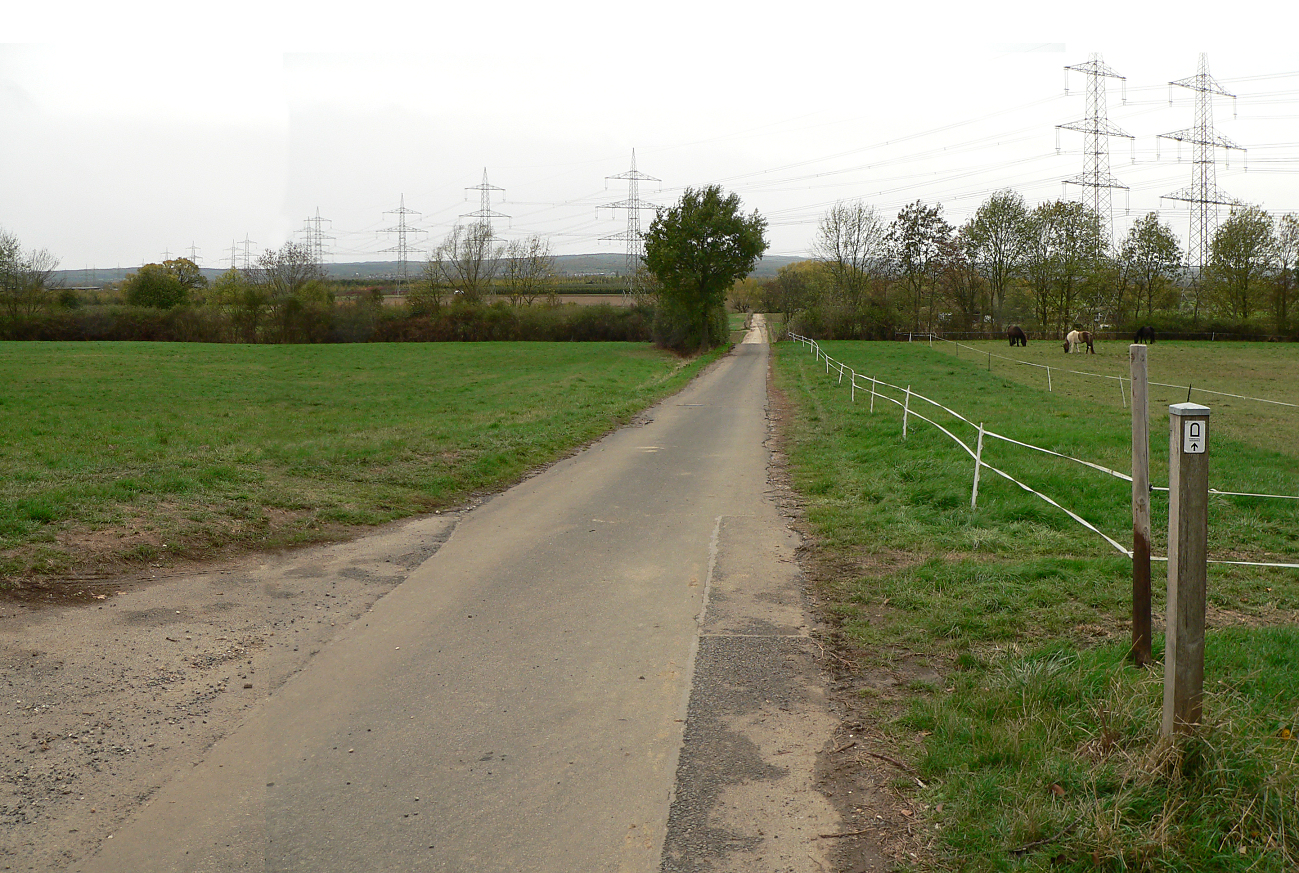
ca. 200 m südöstlich (links im Bild) befand sich die Aquäduktbrücke
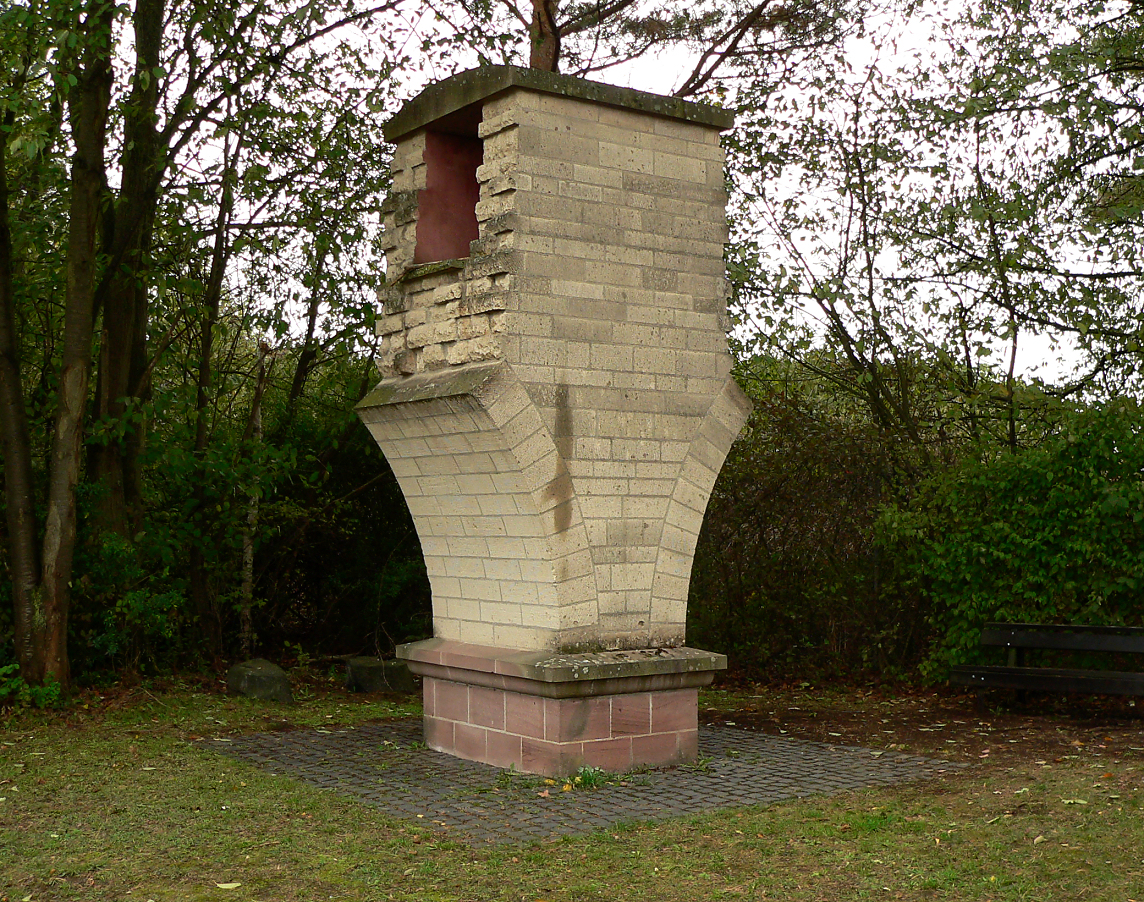
Rekonstruierter Brückenpfeiler am Originalstandort
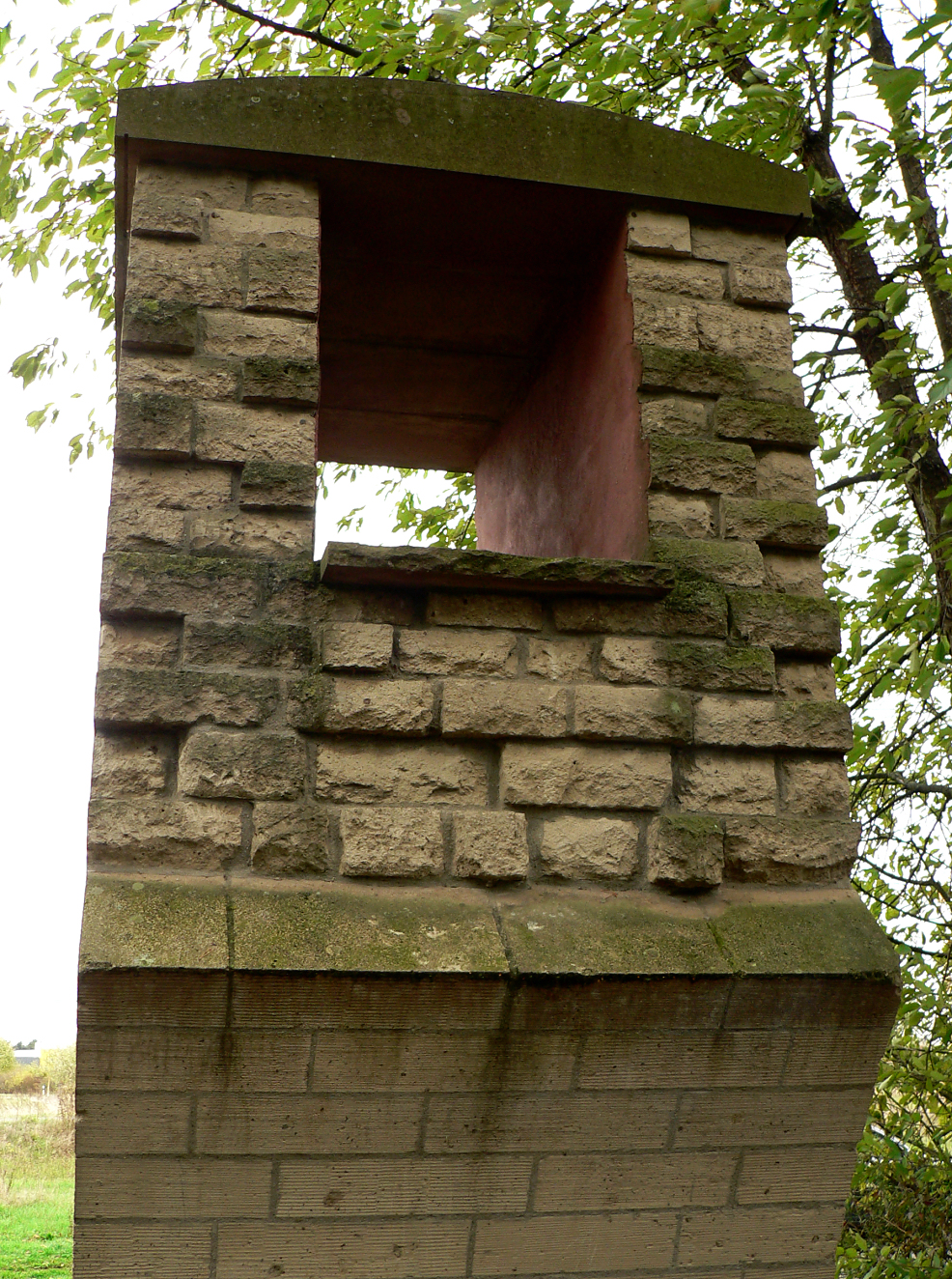
Querschnitt der Wasserrinne